# Torquigener albomaculosus
Espèce
Torquigener albomaculosus est une espèce de poissons-ballons tropicaux marins de la famille des Tetraodontidae. 

## Systématique
L'espèce Torquigener albomaculosus a été décrite en 2014 par l'ichtyologiste japonais Keiichi Matsuura (d), (1948-), après avoir a été découverte dans les eaux océaniques autour des îles Ryūkyū, archipel japonais au large de la côte sud de l'île d'Amami Ō-shima. 

## Répartition
Cette espèce est endémique des îles Ryūkyū où elle est présente entre 10 et 27 m de profondeur.

## Description
Torquigener albomaculosus peut mesurer jusqu'à 120 mm pour les mâles, et jusqu'à 91 mm pour les femelles. Sa tête et son corps sont de couleur brune avec des taches blanches sur le dos. Son abdomen est blanc argenté avec des taches blanches.  

### Nids
Les mâles sont connus pour créer des nids circulaires dans le sable d'environ 2 m de diamètre. Des nids de cette forme particulière sont observés depuis 1995, mais leur origine est restée un mystère jusqu'à la découverte de l'espèce en 2014. Les femelles choisissent leur partenaire d'après la conception impressionnante des nids et sa capacité à rassembler des particules de sable fin. Les mâles ne réutilisent jamais un nid.

## Divers
En 2015, l'Institut international d'exploration des espèces le classe dans Top 10 des nouvelles espèces découvertes en 2014,.

## Étymologie
Son épithète spécifique, du latin albus, « blanc », et maculosus, « tacheté », fait référence aux nombreuses taches de couleur blanche présente sur son corps.

## Publication originale
- (en) Keiichi Matsuura, « A new pufferfish of the genus Torquigener that builds “mystery circles” on sandy bottoms in the Ryukyu Islands, Japan (Actinopterygii: Tetraodontiformes: Tetraodontidae) », Ichthyological Research, Springer Science+Business Media et Nihon Gyorui Gakkai (d), vol. 62, no 2,‎ 6 septembre 2014, p. 207-212 (ISSN 1341-8998 et 1616-3915, DOI 10.1007/S10228-014-0428-5).